# Xã Manheim, Quận York, Pennsylvania
Xã Manheim (tiếng Anh: Manheim Township) là một xã thuộc quận York, tiểu bang Pennsylvania, Hoa Kỳ. Năm 2010, dân số của xã này là 3.380 người.